# ズウォティ
ズウォティ (ポーランド語: złoty, ポーランド語発音: [ˈzwɔtɨ] ( 音声ファイル); 略称: zł; 国際通貨コード: PLN) は、ポーランドの公式通貨・法定通貨である。補助単位はグロシュ (gr)で、1ズウォティは100グロシュに相当する。流通額は中・東欧で最も多く、外国為替市場での取引額は22位である。日常会話ではズウォトゥフカ（złotówka）というくだけた表現が用いられることもある。日本ではズロチと表記されることもある。
「ズウォティ」という名は、「金の」を意味するポーランド語の男性形容詞であり、西ヨーロッパのフローリンやギルダーと強い結びつきがある。グロシュは神聖ローマ帝国を中心に使われたグロッシェンに由来し、イギリスのグロートとも同根である。ポーランドのグロシュは1919年2月28日にポーランド・マルカに代わって導入され、1924年に流通を始めた。ズウォティ硬貨の発行は、ワルシャワのポーランド造幣局（1766年2月10日設立）のみで認められている。
1919年の制定以来、ズウォティは改定を繰り返している。直近では、1990年代前半のインフレーションを受けて1995年1月1日にデノミネーションが実施され、10,000旧ズウォティ (PLZ) が1新ズウォティ (PLN) とされた。これ以降のズウォティは比較的安定しており、1ユーロ＝4～5ズウォティ程度のレートを維持している。ポーランドが加盟している欧州連合は加盟国に将来的なユーロへの切り替えを求めている。2011年の世論調査では、ズウォティからユーロへの切り替えに反対するポーランド人の割合は60％近くに上っていた。しかし2022年の調査では60％がユーロ導入賛成に回っている。同調査によればすでにユーロを使ったことがあるポーランド人は84％に上っており、58％がユーロ導入の好影響が悪影響を上回るだろうと予想している。

## 名称
「ズウォティ」（złoty）は、ポーランド語で「金」を意味する名詞「ズウォト」（złoto）が形容詞化した単語である。直訳すれば「金の」あるいは「金でできた」という意味である。複数形では「ズウォテ」（złote [ˈzwɔtɛ] ）と「ズウォティフ」（złotych [ˈzwɔtɨx]）の2種類があり、計数時に以下のように変化する。
- 1 – ズウォティ/グロシュ
- 2...4; 22...24; 32...34 (...), 102...104, 122...124, 132...134, (...) – ズウォテ/グロシェ
- 0, 5...21; 25...31; 35...41 (...); 95...101; 105...121; 125...131; (...) – ズウォティフ/グロシ

小数で表記する際はズウォテゴ（złotego [zwɔˈtɛɡɔ] ）/グロシャ（grosza [ˈɡrɔʂa]）と呼ぶ（例：0.1 złotego、2.5 złotego）。

## 記号
公式な通貨記号はzł。これは"złoty"の最初の2字zとłからとったものである。単一記号としてはUnicodeが割り当てられていないものの、古いポーランドのタイプライターには対応するキーが設けられていた。ポーランド語プログラマキーボードを用いて入力する際は、1文字ずつZとŁ（AltGr+L）を入力する必要がある。グロシュを示す記号はgrである。

## 歴史

### 前史と第一ズウォティ

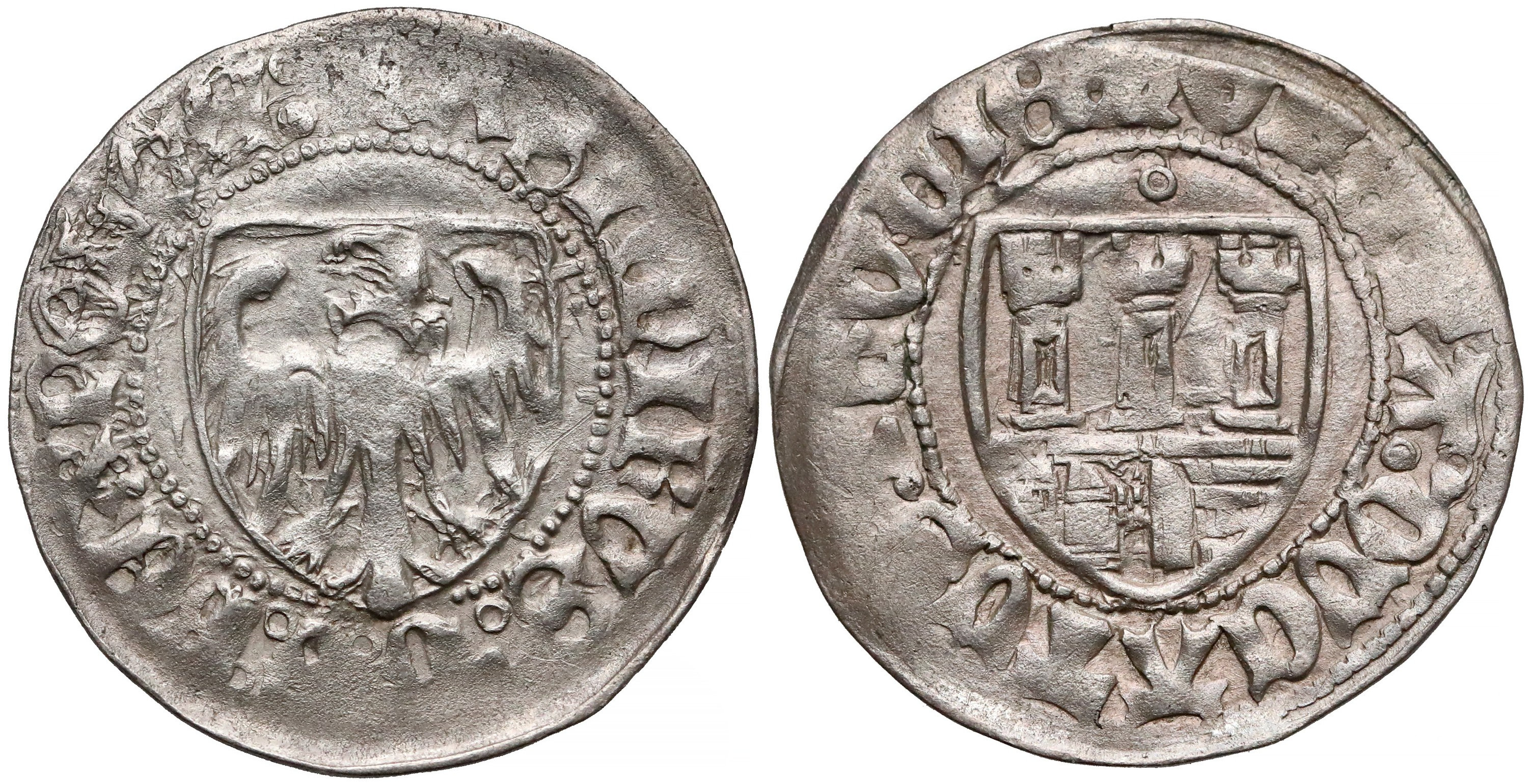
15世紀にトルンで鋳造されたデナル貨。ポーランドの白鷲があしらわれている。

ポーランドでは、10世紀ごろから最初の有形貨幣としてデナリウス（デナル）が流通し始めた。この時期のポーランドの硬貨は1種類の額面しかなかった。材料としては銀の地金を用いる場合が多かったが、銅や他の貴金属が混ぜられることもあった。当時はグジヴナが計量単位として用いられており、1グジヴナが240デナルに相当した。1300年代から16世紀半ばにかけてはプラハ・グロシュが市場に豊富に供給されて圧倒的な地位を占めたため、中央ヨーロッパ全体で各国独自の貨幣を発行する動きは弱くなった。一方で、ポーランド王国内の一部の都市や自治権が強い地域は、独自貨幣を発行する特権を認められていた。例えばプロイセン公国はシェロンクを発行しており、ポーランド王国自体も1526年にシェロンクの併用を認めた。
「ズウォティ」という語は、当初14世紀から15世紀にかけて外国の金貨を指して使われていた。主なものとして、ドゥカート、フローリン、グルデンが挙げられる。1496年、セイム（ポーランド王国議会）は独自通貨の制定について討議した末、それまでユニット・オブ・アカウントであったズウォティを実体貨幣とした。金片である1ズウォティを30グロシュとするレートが定められ、これが19世紀まで使われ続けた。1526年から1535年にかけて、ポーランド王ジグムント1世はミコワイ・コペルニク（ニコラウス・コペルニクス）とユストゥス・ルドヴィク・デチュシュ（ユストゥス・デキウス）の建言により大規模な貨幣改革を実施した。その一環として1528年2月16日に発された造幣法令により、ズウォティは法定通貨とされた。
しかしその後もしばらく、ポーランドは複雑で込み入った通貨体系を使い続けていた。18世紀になり、スタニスワフ2世アウグストの改革ですべての通貨体系が1ズウォティ＝30グロシュの体系に一本化された。また1協約ターラー（神聖ローマ帝国の通貨）＝8ズウォティ＝純銀23.3856g、1北ドイツターラー＝6ズウォティ＝銀17.5392gという交換レートが定められた。つまり、1ズウォティは銀2.9232gに相当した。
1793年、ポーランド・リトアニア共和国は第二次ポーランド分割により約20万平方キロメートルもの領土を失った。これに抵抗するべくコシチュシュコの蜂起が勃発したが、蜂起軍は経済崩壊した共和国で周辺諸国に抗するための軍事費不足に苦しむことになった。硬貨を発行しようにも十分な地金がないため、代替となる貨幣が必要になった。1794年6月、蜂起の指導者タデウシュ・コシチュシュコは紙に印刷したズウォティを発行した。これがポーランド初の、硬貨の代用となる紙幣となった。このズウォティ紙幣は1794年8月13日から流通し始めた。
結局蜂起は失敗に終わり、ポーランド・リトアニア共和国は1795年の第三次ポーランド分割で消滅した。しかしその後もズウォティは流通し続け、フランス皇帝ナポレオン1世のもとでワルシャワ公国が成立した際には、タラル（ターラー）、ズウォティ、グロシュの3種による通貨体系が定められた。なおタラルはプロイセン・ターラー（純銀16.704g）が基準とされたため、ズウォティの価値は若干目減りすることになった（1ズウォティ＝銀2.784g）。同時にタラル紙幣も発行された。1813年、ザモシチ市が敵の包囲を受ける最中に6グロシュ硬貨と2ズウォティ硬貨を発行した。1815年のウィーン会議でワルシャワ公国が再分割された後も、オーストリア領やロシア領となった地域ではしばらくズウォティが使われ続けた。一方プロイセン領となった地域では、タラル・ズウォティ体系はプロイセン・ターラー体系に改められ、後には金マルクが導入された。
1815年11月19日（ユリウス暦。グレゴリオ暦では12月1日）、ポーランド会議王国（ロシア領ポーランド）で1ズウォティ＝15コペイカ（＝0.15帝国ルーブル）≒純銀2.7g、1グロシュ＝1⁄2コペイカとする新体系が制定された。これに従い、1816年から1855年まで1、2、5、10ズウォティ銀貨が発行されていた。
1830年、11月蜂起を起こしたポーランド反乱軍は、独自のドゥカト金貨、2、5ズウォティ銀貨（革命の紋章があしらわれていた）、3、5グロシュ銅貨を発行した。蜂起が鎮圧された後も、この時発行された貨幣は長く流通し続けた。ただ反乱の揺り戻しでルーブルが会議王国唯一の法定通貨とされた。1892年、ガリツィア・ロドメリア王国（オーストリア領ポーランド）にオーストリア＝ハンガリー・クローネが導入された。クラクフ共和国は1835年から1846年にかけて独自のクラクフ・ズウォティを使っていた。ただその貨幣はオーストリアのウィーンで発行されていた。
第一次世界大戦中、中央同盟国は占領下に建設したポーランド摂政王国でルーブルとクローネを廃し、ドイツのパピエルマルクと同等のポーランド・マルカを通貨とした。中央同盟国が敗北してポーランド第二共和国が独立した後もしばらくポーランド・マルカが使われたが、この通貨は極めて不安定で経済を混乱に陥れ、ギャロッピング・インフレーションを引き起こした。

### 第二ズウォティ

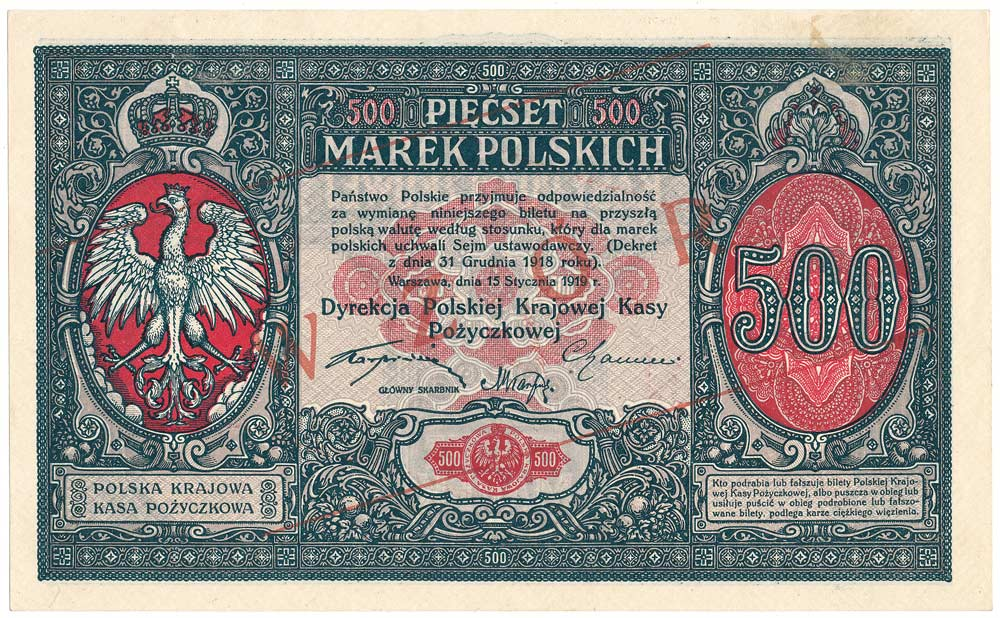
500ポーランド・マルカ紙幣。1924年に再制定されたズウォティにとってかわられた。

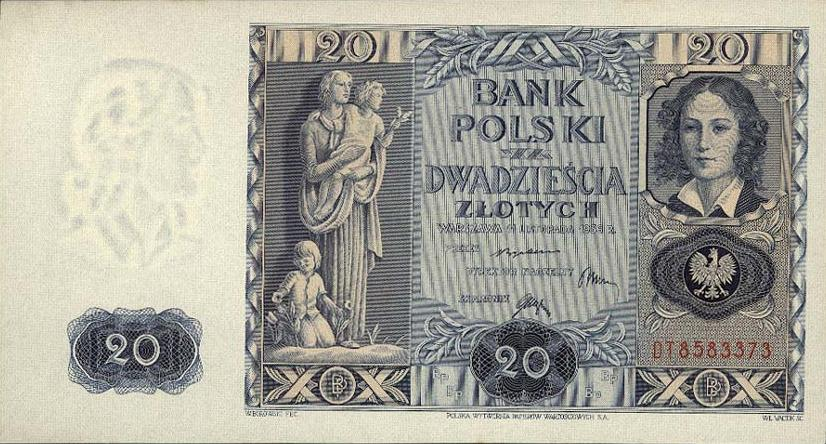
1936年以降に発行された20ズウォティ紙幣。肖像はエミリア・プラテル。

1924年4月、第二共和国の財務相ヴワディスワフ・グラプスキがズウォティ通貨を復活させた。180万マルカが1ズウォティに交換され、グロシュの位置づけもかつての体系と異なる1ズウォティ＝100グロシュとされた。
第二ズウォティはアメリカのニューヨーク連邦準備銀行からの借款を元手にアメリカ・ドルとレートを固定され、通貨の安定が図られた。しかし予算不足のために、インフレーションは統御できない勢いで進み続けた。1926年になって、石炭輸出による大量の外貨獲得などのおかげでズウォティは安定し始め、ドル・ズウォティ固定レートが1924年より50％高い値で再設定された。1933年までは、ズウォティは金との自由兌換が可能だった。こうした通貨の発展をもとに、ポーランド政府は世界中からの投資を呼び込むべく、金本位制に移行した。
第二次世界大戦、ポーランドはナチス・ドイツとソビエト連邦に占領された。ポーランド銀行はフランスのパリに脱出していたため、ドイツ占領当局がクラクフに「発券銀行」 (Bank Emisyjny)を設立した。この銀行は1940年4月8日に運営が始まり、それまでの1924年から1939年までに発行された古い紙幣はスタンプを押されて書き換えられた。個人による両替は制限され、両替限度額はその人の地位によって異なっていた。固定両替レートは2ズウォティ＝1ライヒスマルクだった。1940年から1941年にかけて、新たな紙幣も流通し始めた。
解放後の1945年1月15日、ポーランド国立銀行が設立され、ウッチに新たな造幣印刷所がつくられた。紙幣のデザインも、リシャルト・クレチェフスキとヴァツワフ・ボロフスキの手により第二・第三のシリーズが生み出された。ただ戦前からの第一シリーズも含め、これら3シリーズの紙幣デザインは1950年10月28日に定められた新通貨法制により廃止された。

### 第三ズウォティ (PLZ)
1950年、第三ズウォティ (PLZ)が導入された。1948年までに発行された貨幣は、100旧ズウォティ＝1新ズウォティのレートで交換された。またすべての銀行資産も100:3の比でデノミネーションが行われた。1948年以降の紙幣と1949年以降の硬貨が新ズウォティとされた。1950年に発効した法制度によれば、1ズウォティ＝純金0.222168ｇと定められていた。

### 第四ズウォティ (PLN)
1989年に共産主義体制が倒れ、1990年にハイパーインフレーションが発生したため、再度ズウォティのデノミネーションが行われることになった。1994年5月11日、デノミネーションに向けたポーランド国立銀行のプロジェクトが認可され、1994年7月7日にプロジェクトに実効力を与える法が制定された。これにより、1995年1月1日をもって、1万旧ズウォティ（PLZ）＝1新ズウォティ（PLN）のレートによる移行が実施された。硬貨や紙幣のデザインも、歴史上のポーランドの君主をあしらったものに改められた。紙幣の印刷は当初ロンドンのデ・ラ・ルー社が請け負い、1997年からはポーランドセキュリティ印刷社（PWPW）が担当している。
2013年から2014年にかけて、ズウォティ紙幣に新たなセキュリティ対策が施された。デザインは1994年以来のものと大きく変わらないものの、透かしが入った白色の領域が追加されている点で識別可能である。また新紙幣には、偽造防止のためにランダムなドット（ユーリオンの一種）が書き込まれている。
2017年2月10日、新たに500ズウォティ紙幣（肖像はヤン3世ソビェスキ）が流通し始めた。2021年には、国立銀行総裁アダム・グラピンスキが、近い将来1000ズウォティ紙幣を導入すると表明した。

### ユーロ導入問題
2004年5月、ポーランドは欧州連合に加盟した。加盟国は将来的に統一通貨ユーロに切り替えるよう義務付けられているが、その期日は定められておらず、また切り替える前にはその国が収斂基準を満たさなければならない。ユーロ圏への参入をめぐっては、ポーランドでも激しい議論が交わされている。ただしポーランドの場合、ユーロを受け入れるには先にポーランド共和国憲法第227条を改正する必要がある。ポーランド世論調査センターが2011年3月に行った世論調査によれば、ポーランド人の60パーセントがズウォティからユーロへの移行に反対していた。賛成派は32パーセントで、2010年4月の調査時（41パーセント）から減少していた。しかし2022年に欧州委員会がポーランドで実施した調査によれば、ユーロ導入賛成派は60％まで増加している。

## 紙幣
ズウォティ紙幣の大きさは、横120-150ミリメートル、縦60-75ミリメートルとなっており、額面が高額なものになるにつれて横が6ミリメートルずつ、縦が3ミリメートルずつ伸びていく。表には、鎧か戴冠宝器を身に着けた歴史上のポーランド君主の肖像が描かれている。裏側には重要なランドマークや古銭、歴史上重要な事物などが描かれている。どの紙幣の表裏のデザインにも、門や柱、窓など建物のモチーフか、花のモチーフが散りばめられている。基調色としては茶色、桃色、紫色、青色、緑色、金色が用いられている。額面は表面の左上と右上、また裏面の右上に数字で示されている。なお左上の額面表示は、向きが左回りに90度傾いている。
表面には、盾を抜いたポーランド共和国の国章と、ポーランド国立銀行（NBP）総裁の署名も配置されている。
| 画像 | 画像 | 額面          | 寸法        | 基調色 | 基調色                 | 意匠                         | 意匠                                                                  | 日付   | 日付          |
| 表   | 裏   | 額面          | 寸法        | 基調色 | 基調色                 | 表                           | 裏                                                                    | 発表   | 流通          |
| ---- | ---- | ------------- | ----------- | ------ | ---------------------- | ---------------------------- | --------------------------------------------------------------------- | ------ | ------------- |
|      |      | 10ズウォティ  | 120 × 60 mm |        | 茶色                   | ミェシュコ1世                | デナリウス硬貨 ロマネスク様式の柱                                     | 1994年 | 1995年1月1日  |
|      |      | 20ズウォティ  | 126 × 63 mm |        | 桃色、紫色             | ボレスワフ1世                | デナリウス硬貨 チェシンの聖ミコワイのロタンダとグニェズノの扉の一部   | 1994年 | 1995年1月1日  |
|      |      | 50ズウォティ  | 132 × 66 mm |        | 青色                   | カジミェシュ3世              | ポーランドの白鷲とポーランド君主の戴冠宝器 クラクフ カジミェシュ地区  | 1994年 | 1995年1月1日  |
|      |      | 100ズウォティ | 138 × 69 mm |        | 緑色                   | ヴワディスワフ2世 (ヨガイラ) | ポーランドの白鷲とグルンヴァルトの剣、ドイツ騎士団の甲冑 マルボルク城 | 1994年 | 1995年1月1日  |
|      |      | 200ズウォティ | 144 × 72 mm |        | 金色、黄色             | ジグムント1世                | ポーランドの白鷲 ヴァヴェル城                                         | 1994年 | 1995年1月1日  |
|      |      | 500ズウォティ | 150 × 75 mm |        | 水色、桃色、金色、茶色 | ヤン3世 (ポーランド王)       | ポーランドの白鷲 ヴィラヌフ宮殿                                       | 2016年 | 2017年2月10日 |

## 硬貨
現在流通している硬貨の額面には、1・2・5・10・20・50グロシュ、1・2・5ズウォティがある。
最新版の材質については、1・2・5グロシュは黄銅張り鋼鉄、10・20・50グロシュと1ズウォティは白銅、2・5ズウォティはバイメタル貨である。

## 為替レート

1ユーロに対するズウォティの推移（1999年以降）

| 年                         | USD      | EUR      | DEM      | GBP      | CHF      | JPY      |
| -------------------------- | -------- | -------- | -------- | -------- | -------- | -------- |
| 1990                       | 9500.00  | 12070.50 | 5864.19  | 16862.50 | 6884.05  | 65.45    |
| 1991                       | 10584.26 | 13088.29 | 6378.62  | 18652.81 | 7379.05  | 78.7235  |
| 1992                       | 13630.12 | 17662.35 | 8761.51  | 24009.90 | 9742.76  | 107.7766 |
| 1993                       | 18164.84 | 21204.91 | 10975.20 | 27274.86 | 12308.00 | 164.16   |
| 1994                       | 22726.95 | 26913.49 | 14049.60 | 34772.23 | 16670.93 | 224.16   |
| デノミネーション (10000:1) |          |          |          |          |          |          |
| 1995                       | 2.4244   | 3.1358   | 1.6928   | 3.8257   | 2.0545   | 0.0258   |
| 1996                       | 2.6965   | 3.3774   | 1.7920   | 4.2154   | 2.1826   | 0.0248   |
| 1997                       | 3.2808   | 3.7055   | 1.8918   | 5.3751   | 2.2627   | 0.0272   |
| 1998                       | 3.4937   | 3.9231   | 1.9888   | 5.7907   | 2.4149   | 0.0268   |
| 1999                       | 3.9675   | 4.2270   | 2.1612   | 6.4197   | 2.6413   | 0.0350   |
| 2000                       | 4.3464   | 4.0110   | 2.0508   | 6.5787   | 2.5747   | 0.0403   |
| 2001                       | 4.0939   | 3.6685   | 1.9558   | 5.8971   | 2.4298   | 0.0337   |
| 2002                       | 4.0795   | 3.8557   | （廃止） | 6.1293   | 2.6288   | 0.0329   |
| 2003                       | 3.8889   | 4.3978   | –        | 6.3570   | 2.8911   | 0.0339   |
| 2004                       | 3.6540   | 4.5340   | –        | 6.6904   | 2.9370   | 0.0337   |
| 2005                       | 3.2348   | 4.0254   | –        | 5.8833   | 2.5999   | 0.0294   |
| 2006                       | 3.1025   | 3.8951   | –        | 5.7116   | 2.4761   | 0.0266   |
| 2007                       | 2.7667   | 3.7829   | –        | 5.5310   | 2.3035   | 0.0235   |
| 2008                       | 2.3708   | 3.4908   | –        | 4.2200   | 2.2291   | 0.0234   |
| 2009                       | 3.1175   | 4.3276   | –        | 4.8563   | 2.8665   | 0.0333   |
| 2010                       | 3.0179   | 3.9939   | –        | 4.6587   | 2.8983   | 0.0345   |
| 2011                       | 2.9636   | 4.1190   | –        | 4.7463   | 3.3474   | 0.0373   |
| 2012                       | 3.2581   | 4.1852   | –        | 5.1605   | 3.4724   | 0.0409   |
| 2013                       | 3.1608   | 4.1975   | –        | 4.9437   | 3.4100   | 0.0324   |
| 2014                       | 3.0315   | 4.1631   | –        | 5.0167   | 3.3816   | 0.028778 |
| 2015                       | 3.5725   | 4.3078   | –        | 5.5296   | 3.5833   | 0.029671 |
| 2016                       | 3.9011   | 4.2615   | –        | 5.7862   | 3.9394   | 0.032411 |